# ويلفريد باديلي
ويلفريد باديلي (بالإنجليزية: Wilfred Baddeley)‏ مواليد 11 يناير 1872 في إنجلترا - الوفاة 24 يناير 1929 في منتون، كان لاعب كرة مضرب إنجليزي بدأ مسيرته كمحترف سنة 1887 وكان يلعب باليد اليمنى، اعتزل اللعب في 1903. كما أنه أحد أبطال الجراند سلام. أعلى تصنيف له في الفردي كان المركز الـ 1 في سنة 1891.

## بطولات حققها
- بطولة ويمبلدون

## النهائيات

### الفردي
الفوز (3)
| السنة | البطولة  | المنافس        | النتيجة                 |
| 1891  | ويمبلدون | جوشوا بيم      | 6–4, 1–6, 7–5, 6–0      |
| 1892  | ويمبلدون | جوشوا بيم      | 4–6, 6–3, 6–3, 6–2      |
| 1895  | ويمبلدون | ويلبرفورس إفيس | 4–6, 2–6, 8–6, 6–2, 6–3 |

الوصافة (3)
| السنة | البطولة  | المنافس       | النتيجة                 |
| 1893  | ويمبلدون | جوشوا بيم     | 3–6, 6–1, 6–3, 6–2      |
| 1894  | ويمبلدون | جوشوا بيم     | 10–8, 6–2, 8–6          |
| 1896  | ويمبلدون | هارولد ماهوني | 6–2, 6–8, 5–7, 8–6, 6–3 |

## روابط خارجية
- ويلفريد باديلي على موقع رابطة محترفي التنس (الإنجليزية)
- ويلفريد باديلي على موقع قاعة مشاهير كرة المضرب الدولية (الإنجليزية)
- ويلفريد باديلي على موقع أرشيف التنس.كوم (الإنجليزية)